# تامی ثیر
 تامی ثیر (انگلیسی: Tommy Thayer؛ زادهٔ ۷ نوامبر ۱۹۶۰) یک موسیقی‌دان اهل ایالات متحده آمریکا است. وی از سال ۱۹۸۱ میلادی تاکنون مشغول فعالیت بوده‌است.